# Ивира
Ивира (грч. Ίβηρα) је насељено место у општини Висалтија у периферији Средишња Македонија, Грчка. Према попису из 2021. године било је 468 становника.
Према бугарском географу и историчару, Василу Канчову, у Ивири је 1900. године живело 80 Грка. Село је било метох светогорског манастира Ивирон. Године 1923. насељено је 187 грчких избегличких породица, укупно 790 особа. Тако је манастирски метох постао веће село са 843 становника на попису из 1928. године.